# Trichoncus nairobi
Trichoncus nairobi är en spindelart som beskrevs av Anthony Russell-Smith och Rudy Jocqué 1986. Trichoncus nairobi ingår i släktet Trichoncus och familjen täckvävarspindlar.
Artens utbredningsområde är Kenya. Inga underarter finns listade i Catalogue of Life.